# Congopyge kaminaense
Congopyge kaminaense är en mångfotingart. Congopyge kaminaense ingår i släktet Congopyge och familjen Odontopygidae. Inga underarter finns listade i Catalogue of Life.